# Valter Dešpalj
Valter Dešpalj est un violoncelliste yougoslave puis croate, professeur à l'Académie de musique de Zagreb, né le 5 novembre 1947 à Zadar (république socialiste de Croatie) et mort le 9 avril 2023.

## Biographie
Valter Dešpalj naît dans une famille de musiciens. Son père, Šime, est compositeur et professeur de musique. Son frère Pavle est chef d'orchestre et compositeur. Sa sœur, Maja, est violoniste.
Après avoir étudié à Zadar, et à Zagreb où il obtient son diplôme de l'école de musique, il poursuit ses études dans plusieurs conservatoires des États-Unis pour finir à la Juilliard School de New York dans la classe de Leonard Rose et obtient sa médaille en 1969. Il travaille aussi avec Felix Galimir, membre du Quatuor Juilliard. Valter Dešpalj poursuit son perfectionnement pendant encore deux ans, au Conservatoire Tchaïkovski de Moscou dans la classe d'ensemble de Galina Kozoloupova (ru) (1912–1991), avant d'enchaîner des masters class avec Paul Olefsky (en) (1926–2013), Pablo Casals, Pierre Fournier et André Navarra.

### Le pédagogue
Valter Dešpalj est professeur de violoncelle à l'Académie de musique de Zagreb à partir de 1972. Il est aussi invité de nombreuses institutions musicales à l'étranger : La Haye, Amsterdam, Copenhague et Graz. Il est régulièrement membre de jury lors de concours internationaux, notamment : Tchaikovski à Moscou, Bach à Leipzig et ARD à Munich, Scheveningen aux Pays-Bas.
Il assure l'édition du répertoire pour violoncelle pour des maisons d'éditions, tels International Music Company (New York), Universal Edition (Vienne) et Sikorski (Hambourg).
Au début des années 1990, d'abord dans un but pédagogique, il entreprend de former avec ses élèves un ensemble, Cellomania dédié à une formation exclusivement composée de violoncelle (jusqu'à douze). C'est pour Dešpalj l'occasion de multiplier les arrangements pour alimenter le répertoire de l'ensemble. L'ensemble s'est produit en concert (notamment à la Biennale d'Amsterdam) et avec la participation de grands solistes, tel Mischa Maisky.
En 1992, il fonde et assume le rôle de directeur artistique de la fête annuelle de Zadar intitulée « Cordes Seulement ! ». Il est aussi maître de cours à Pöllauberg en Autriche.
Avec sa sœur Maja, professeur elle aussi à l'Académie de musique de Zagreb, ils ont fondé l'école de musique Dešpalj en 1996, pour les enfants surdoués.
Parmi ses élèves se trouvent Luka Šulić (membre de 2Cellos, né en 1987), Snježana Rucner ou Smiljan Mrčela.

### Le concertiste
Valter Dešpalj s'est produit partout dans le monde. Il a joué en tant que soliste aux festivals Menuhin de Gstaad, de Lockenhaus, Kuhmo et de Dubrovnik. Il a joué dans des lieux aussi célèbres que le Carnegie Hall de New York, le Kennedy Center de Washington, le Royal Festival Hall de Londres, au Sydney Opera House, au Concertgebouw d'Amsterdam, le Mozarteum de Salzbourg, dans la grande salle du Conservatoire de Moscou, à la Philharmonique de Saint-Pétersbourg, etc. Il a joué avec l'Orchestre philharmonique de Berlin, Dresde, Varsovie, le Philharmonique de Rotterdam, l'orchestre la radio néerlandaise, le National Symphony de Washington, Orchestre symphonique de Sydney, le Melbourne Symphony.
 
Enfin, il s'est produit sous la direction de Lovro von Matačić, Roberto Benzi, Sergiu Comissiona, Günther Herbig, James Conlon, Vernon Handley, Hiroyuki Iwaki, Howard Mitchell, David Zinman, Andrzej Markowski. En musique de chambre, il a été le partenaire de Gidon Kremer, Dmitri Sitkovetski, Yo-Yo Ma, Heinrich Schiff, Philippe Entremont, Yuri Bashmet, Irena Grafenauer et Tabea Zimmermann.
Entre 1996 et 2000, il a été directeur musical du Festival d'été de Dubrovnik.

### Mort
Valter Dešpalj est mort le 9 avril 2023.

## Arrangements
- Bach, Concerto Brandebourgeois n° 6 - pour 6 violoncelles ; autre version à douze voix
- Bach, Sonate pour violon seul Bwv 1003 - pour guitare
- Bach, Sonate pour violon seul Bwv 1005 - pour guitare
- Bach, Sonate pour flûte seule Bwv 1013 - pour guitare
- Bach, Sonate pour luth Bwv 1006a - pour guitare
- Bacharach, South American Getaway
- Beethoven, Rondo de la Sonate à quatre mains op. 6 - pour 3 violoncelles
- Jorge Ben, Mas Que Nada
- Chopin, Prélude n° 13 pour 5 violoncelles
- Chopin, Étude op. posth. n° 1 pour violoncelle et guitare
- Schédrine, Dans le style d'Albeniz
- Schubert, Impromptu n° 3
- Tchaïkovski, Album pour la jeunesse, Suite op. 34 - pour 4 violoncelles

## Discographie
Valter Dešpalj a participé à des enregistrements pour les labels suivants : Stradivari (États-Unis), Orfeo (Allemagne), Melodyia (Russie) et Croatia Records.
LP
- Ravel, Sonate pour violon et violoncelle* ; Vitali, Ciaccona ; Benda, Adagio ; Schedrine, Dans le style d'Albeniz - Maja Dešpalj (violon* et piano) et Valter Dešpalj (violoncelle) (1973, LP Jugoton LSY-61077)
- Schumann, Concerto pour violoncelle op. 129, Boccherini, Concerto pour violoncelle et cordes en ré majeur* - Valter Dešpalj (violoncelle), Solistes de Zagreb*, Orchestre de la Radio télévision de Zagreb, Dir. Josef Daniel (1974, LP Jugoton LSY-61139)
- Midnight Serenade, Vivaldi, Sonate en mi mineur ; Paganini, Variations sur un thème de Rossini ; Schubert, Sonate Arpeggione - Valter Dešpalj (violoncelle), Darko Petrinjak (guitare) (1976, LP Jugoton LSY-66002)
- Ivo Maček, Sonate pour violoncelle et piano ; Stjepan Šulek, Sonate pour violoncelle et piano* - Valter Dešpalj (violoncelle), Ivo Maček et Stjepan Šulek* (piano) (1979, LP Jugoton LSY-66050)
- Brahms, Sonate pour violoncelle op. 78[7] - Valter Dešpalj (violoncelle), Arbo Valdma (piano) (1985, LP Jugoton LSY-66237)
- Dusan Bogdanovic, Quatre pièces intimes[8] - Valter Dešpalj (violoncelle), Dusan Bogdanovic (guitare) (1988, PGP/RTB 530050)